# Khem Birch
Khem Xavier Birch (Montreal, 26 de junho de 1988) é um jogador canadense de basquete profissional que atualmente joga no Fenerbahçe que disputa a EuroLiga e a BSL (Turquia).
No basquete universitário, ele jogou pela Universidade de Pittsburgh e pela Universidade de Nevada em Las Vegas. 

## Carreira no ensino médio
Birch jogou basquete na St. Thomas Aquinas Catholic High School em Russell, Ontário, antes de jogar o restante de sua carreira no ensino médio na The Winchendon School em Winchendon, Massachusetts e Notre Dame Prep em Fitchburg, Massachusetts.

## Carreira universitária
Em 2011-12, Birch jogou basquete universitário na Universidade de Pittsburgh. Em 2012, ele se transferiu para a UNLV. 
Em sua terceira temporada universitária, ele teve média de 10,2 rebotes, a terceira maior da Mountain West Conference, e 3,8 bloqueios, a segunda maior da Mountain West Conference. Durante sua carreira universitária, ele teve médias de 8,9 pontos, 7,8 rebotes, 0,8 assistências em 25,4 minutos em 69 jogos.
Em abril de 2014, ele entrou no draft da NBA, renunciando ao seu último ano de elegibilidade universitária.

## Carreira profissional

### Sioux Falls Skyforce (2014–2015)
Depois de não ser selecionado no Draft da NBA de 2014, Birch se juntou ao Washington Wizards para a NBA Summer League de 2014. Em 14 de setembro de 2014, ele assinou com seu primeiro time da NBA, o Miami Heat. No entanto, ele foi posteriormente dispensado em 25 de outubro de 2014. 
Em 3 de novembro de 2014, ele foi adquirido pelo Sioux Falls Skyforce como jogador afiliado. Em 4 de fevereiro de 2015, ele foi nomeado para a equipe Futures All-Star do All-Star Game da NBA D-League de 2015. Na temporada de 2014-15 da D-League, ele teve médias de 11,1 pontos, 9,5 rebotes, 1,2 assistências, 1,8 bloqueios e 0,7 roubos de bola em 52 jogos disputados.

### Uşak Sportif (2015–2016)
Em 30 de junho de 2015, Birch assinou contrato para jogar no Uşak Sportif da Liga Turca (BSL). No mês seguinte, ele se juntou ao Brooklyn Nets para a Summer League de Orlando de 2015 e ao New Orleans Pelicans para a Summer League de Las Vegas de 2015.
Ele jogou no Uşak durante a temporada de 2015-16 e teve médias de 27,0 minutos, 10,5 pontos, 9,1 rebotes, 0,5 assistências, 1,3 bloqueios e 0,5 roubos de bola em 32 jogos disputados.

### Olympiacos (2016-2017)
Em 14 de junho de 2016, Birch assinou contrato para jogar no atual campeão da Liga Grega, Olympiacos, em um contrato de lucro líquido de € 1,1 milhão por 2 anos. Com o Olympiacos, ele teve médias de 15,7 minutos, 5,7 pontos, 5,0 rebotes, 0,4 assistências, 0,8 bloqueios e 0,6 roubos de bola em 33 jogos disputados. Ele também teve médias de 18,1 minutos, 7,3 pontos, 5,6 rebotes, 0,3 assistências, 1,0 bloqueios e 0,5 roubos de bola em 37 jogos disputados na Euroliga.
Em 10 de julho de 2017, Birch rescindiu seu contrato com o Olympiacos, a fim de assinar na NBA.

### Orlando Magic (2017–2021)
Em 27 de julho de 2017, Birch assinou com o Orlando Magic.
Em 14 de março de 2019, ele registrou um duplo-duplo de 13 pontos e 11 rebotes na vitória por 120-91 contra o Cleveland Cavaliers.
Em 10 de julho de 2019, Birch renovou com o Magic em um contrato de 2 anos e US$ 6 milhões.
Em 26 de março de 2021, ele teve seu melhor jogo da carreira com 14 pontos, 15 rebotes, quatro roubadas de bola, quatro assistências e dois bloqueios em uma derrota por 112-105 para o Portland Trail Blazers.
Em 8 de abril de 2021, Birch foi dispensado pelo Magic.

### Toronto Raptors (2021–Presente)
Em 10 de abril de 2021, Birch assinou com o Toronto Raptors por 3 anos e pouco mais de US$ 20 milhões.
Em 11 de abril de 2021, Birch fez sua estreia com os Raptors registrando quatro pontos e cinco rebotes em 18 minutos durante uma derrota por 102-96 para o New York Knicks. Em 14 de abril de 2021, ele teve 14 pontos, seis rebotes, uma assistência, um roubo de bola e dois bloqueios na vitória por 117-112 contra o San Antonio Spurs.
Em 27 de abril, Birch teve seu primeiro duplo-duplo com os Raptors com 13 pontos e 14 rebotes em uma derrota por 116-103 contra o Brooklyn Nets. 
Em 29 de abril de 2021, Birch registrou 20 pontos, nove rebotes, quatro assistências, duas roubadas de bola e um bloqueio na derrota por 121-111 para o Denver Nuggets.

## Estatísticas da carreira

### NBA

#### Temporada regular
| Ano      | Equipe   | PJ  | PT | MPJ  | AP   | 3P   | LL   | RT  | AS  | BR | TO  | PPJ  |
| -------- | -------- | --- | -- | ---- | ---- | ---- | ---- | --- | --- | -- | --- | ---- |
| 2017–18  | Orlando  | 42  | 0  | 13.8 | .540 | –    | .689 | 4.3 | .8  | .4 | .5  | 4.2  |
| 2018–19  | Orlando  | 50  | 1  | 12.9 | .603 | .000 | .699 | 3.8 | .8  | .4 | .6  | 4.8  |
| 2019–20  | Orlando  | 48  | 24 | 19.2 | .510 | .000 | .653 | 4.6 | 1.0 | .4 | .5  | 4.4  |
| 2020–21  | Orlando  | 48  | 5  | 19.8 | .450 | .190 | .741 | 5.1 | 1.1 | .7 | .6  | 5.3  |
| 2020–21  | Toronto  | 19  | 17 | 30.4 | .556 | .290 | .636 | 7.6 | 1.9 | .8 | 1.2 | 11.9 |
| 2021–22  | Toronto  | 55  | 28 | 18.0 | .485 | .000 | .746 | 4.3 | 1.1 | .5 | .5  | 4.5  |
| Carreira | Carreira | 262 | 75 | 19.0 | .524 | .096 | .694 | 4.9 | 1.1 | .5 | .6  | 5.9  |

#### Playoffs
| Ano      | Equipe   | PJ | PT | MPJ  | AP   | 3P   | LL   | RT  | AS  | BR | TO  | PPJ |
| -------- | -------- | -- | -- | ---- | ---- | ---- | ---- | --- | --- | -- | --- | --- |
| 2018–19  | Orlando  | 5  | 0  | 18.4 | .556 | –    | .857 | 6.2 | .8  | .2 | 1.0 | 5.2 |
| 2019–20  | Orlando  | 5  | 0  | 17.8 | .500 | –    | .909 | 5.0 | 1.4 | .2 | .0  | 4.8 |
| 2022     | Toronto  | 6  | 4  | 10.5 | .500 | .500 | —    | 1.5 | .5  | .2 | .2  | 3.0 |
| Carreira | Carreira | 16 | 4  | 15.5 | .518 | .500 | .883 | 4.2 | .9  | .2 | .3  | 4.3 |

### Euroliga
| Ano     | Equipe     | PJ | PT | MPJ  | AP   | 3P | LL   | RT  | AS | BR | TO  | PPJ |
| ------- | ---------- | -- | -- | ---- | ---- | -- | ---- | --- | -- | -- | --- | --- |
| 2016–17 | Olympiacos | 37 | 21 | 18.1 | .624 | –  | .643 | 5.6 | .3 | .5 | 1.0 | 7.3 |

### Universitário
| Ano      | Equipe     | PJ | PT | MPJ  | AP   | 3P | LL   | RT   | AS  | BR | TO  | PPJ  |
| -------- | ---------- | -- | -- | ---- | ---- | -- | ---- | ---- | --- | -- | --- | ---- |
| 2011–12  | Pittsburgh | 10 | 6  | 15.0 | .571 | –  | .545 | 5.0  | .0  | .2 | 1.9 | 4.4  |
| 2012–13  | UNLV       | 26 | 15 | 21.8 | .563 | –  | .642 | 5.7  | .6  | .7 | 2.6 | 7.2  |
| 2013–14  | UNLV       | 33 | 32 | 31.4 | .510 | –  | .693 | 10.2 | 1.2 | .6 | 3.8 | 11.5 |
| Carreira | Carreira   | 69 | 53 | 22.7 | .547 | -  | .626 | 6.9  | .6  | .5 | 2.7 | 7.7  |

Fonte: